# IC 2741
IC 2741 је спирална галаксија у сазвјежђу Лав која се налази на листи објеката дубоког неба у Индекс каталогу.
Деклинација објекта је + 9° 9' 11" а ректасцензија 11h 21m 17,5s. Привидна величина (магнитуда) објекта IC 2741 износи 16,2 а фотографска магнитуда 17,0.